# Tvååker
Tvååker er en landsby i Tvååker sogn, Varbergs kommun, Sverige. I Tvååker ligger Munkagårdsgymnasiet.

## Idræt
- Hækkeløbern Sven Nylander (1962-) voksede op i Tvååker
- Tvååkers IF spiller fodbold i Division 1 (Sverige)
- Tvååkers IBK spiller floorbal